# پژو موتورسایکلز

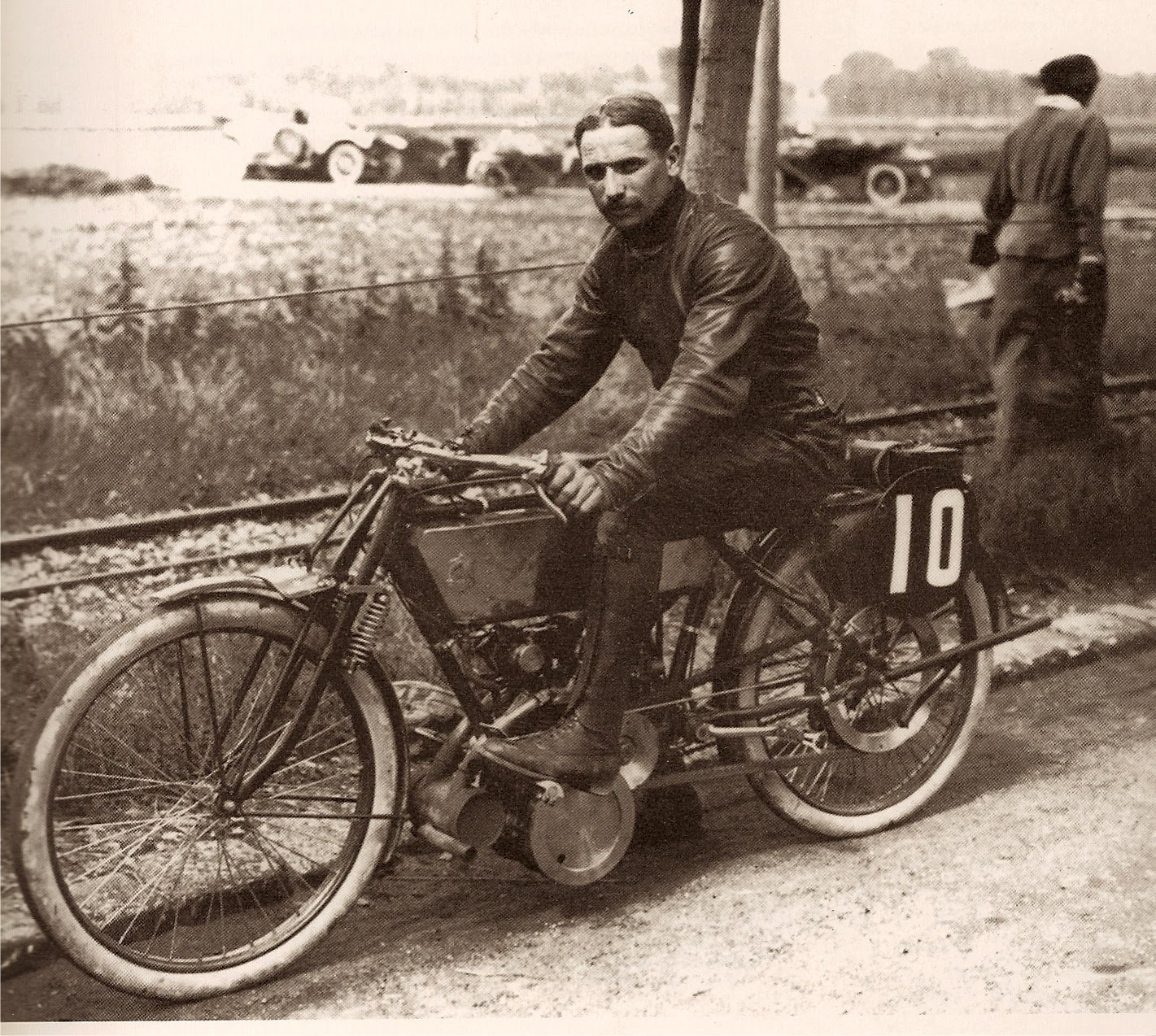
پژو 500 ام سی. 1913 یا 1914

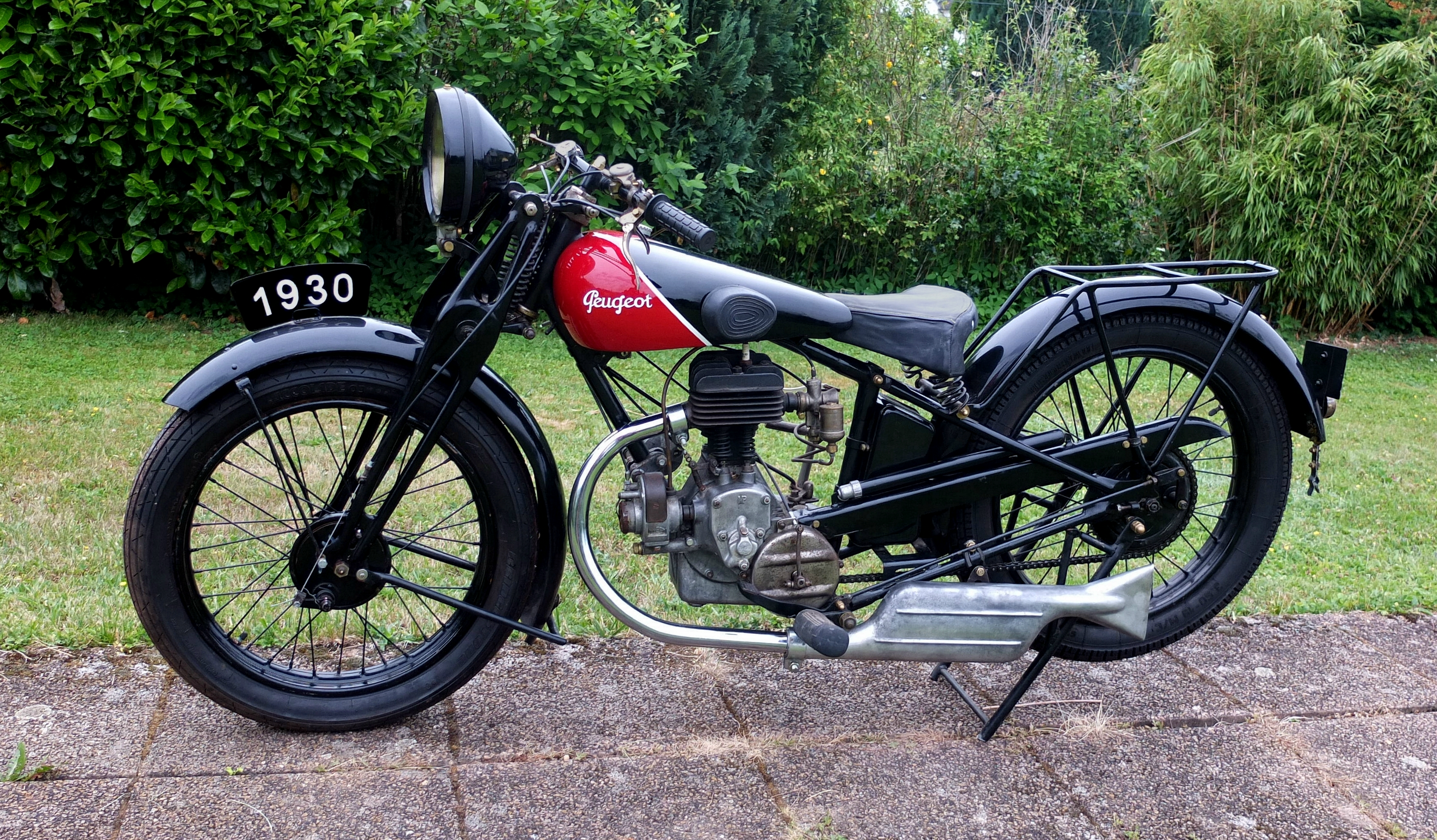
پژو P110

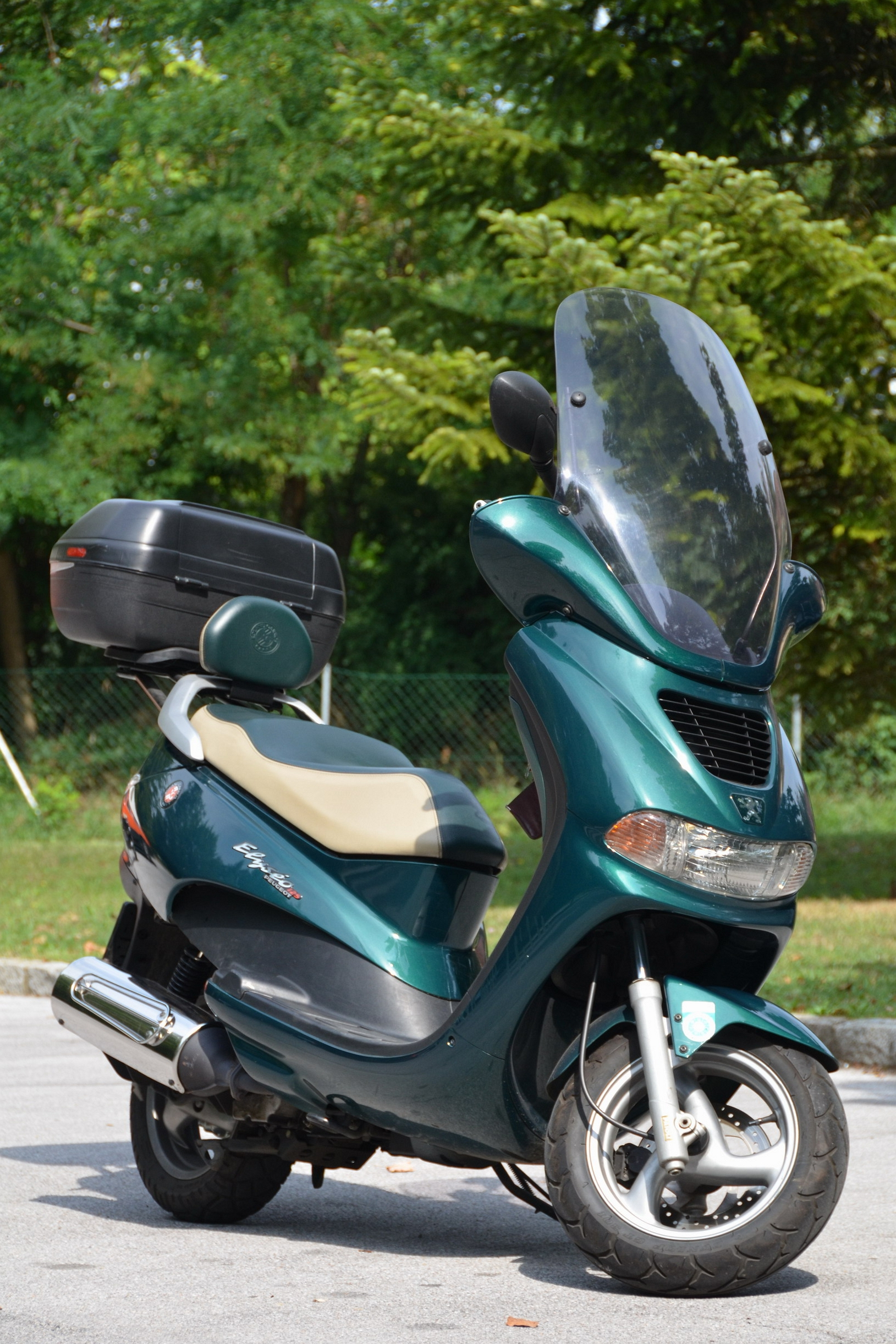
پژو الیزه‌او 125، 'رولند گارو' (2002)

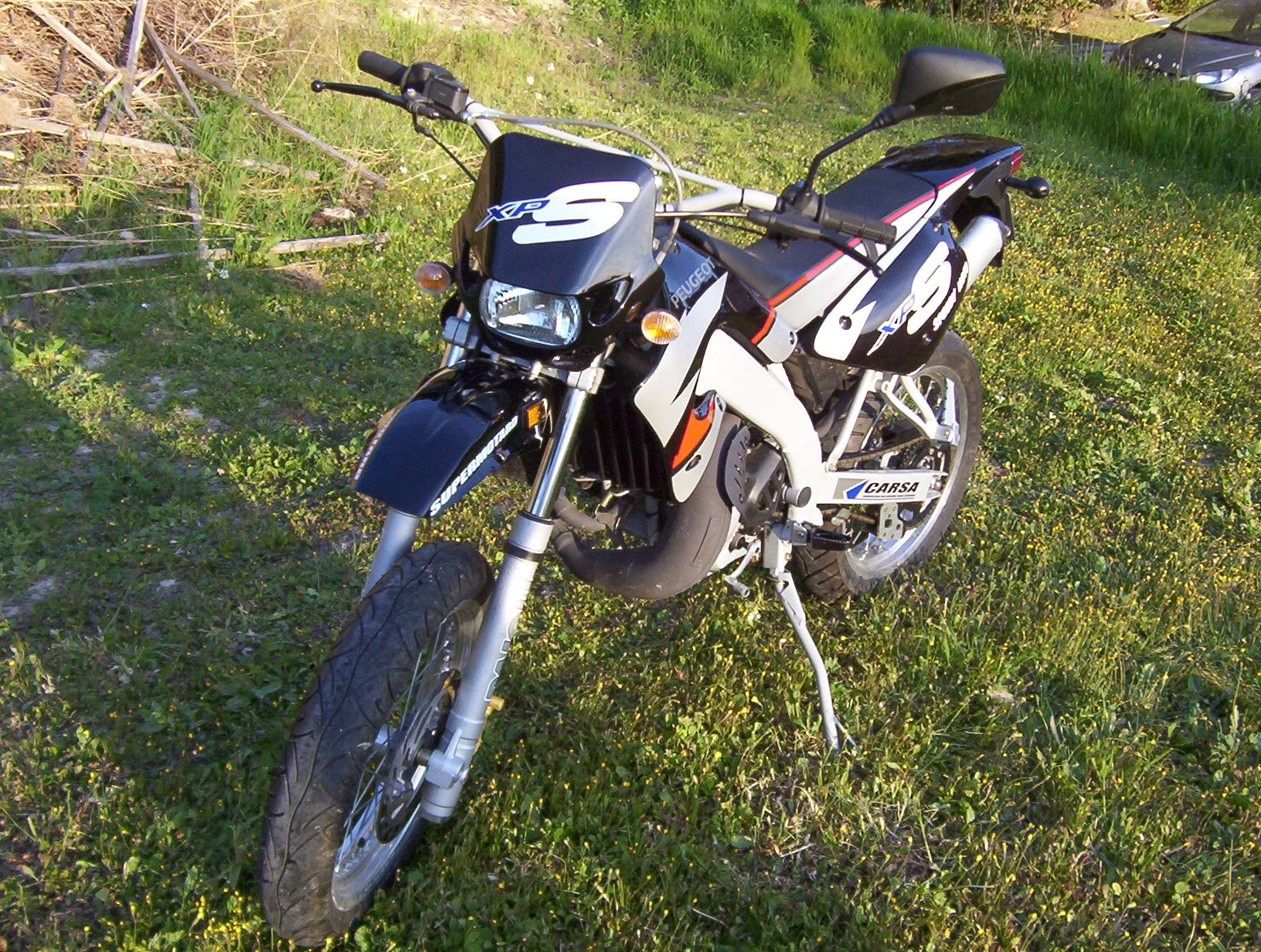
موتورسیکلت پژو XPS

 پژو موتورسایکلز تولیدکننده اسکوتر و موتورسیکلت‌های کوچک فرانسوی است. این شرکت به عنوان یک شرکت تابعه ماهیندرا و استلانتیس هند فعالیت می‌کند. 